# France aux Jeux olympiques d'hiver de 1980
Cet article contient des informations sur la participation et les résultats de la France aux Jeux olympiques d'hiver de 1980 à Lake Placid aux États-Unis.
L'équipe de France olympique a remporté une médaille, se situant à la 18e place des nations au tableau des médailles.
Le porte-drapeau de la délégation française était la skieuse Fabienne Serrat.

## Bilan général
| Place | Sport     | Médaille d'or, Jeux olympiques | Médaille d'argent, Jeux olympiques | Médaille de bronze, Jeux olympiques | Total |
| ----- | --------- | ------------------------------ | ---------------------------------- | ----------------------------------- | ----- |
| 1     | Ski alpin | 0                              | 0                                  | 1                                   | 1     |
| Total | Total     | 0                              | 0                                  | 1                                   | 1     |

## Liste des médaillés français

### Médailles d'or
| Sport              | Discipline | Sportifs | Performance |
| ------------------ | ---------- | -------- | ----------- |
| Médailles d'or : 0 |            |          |             |

### Médailles d'argent
| Sport                  | Discipline | Sportifs | Performance |
| ---------------------- | ---------- | -------- | ----------- |
| Médailles d'argent : 0 |            |          |             |

### Médailles de bronze
| Sport                   | Discipline       | Sportifs      | Performance |
| ----------------------- | ---------------- | ------------- | ----------- |
| Médailles de bronze : 1 |                  |               |             |
| Ski alpin               | Slalom géant (F) | Perrine Pelen |             |

## Engagés français par sport
La liste des engagés comptait au total 22 athlètes.
| Sport               | Engagés | /     | Âge                                       | Performance |
| ------------------- | --- | ----- | ----------------------------------------- | --- |
| Ski alpin           | Perrine Pelen Fabienne Serrat Anne-Flore Rey Marina Laurençon Caroline Attia Marie-Luce Waldmeier Philippe Pugnat | F F H | 19 ans 23 ans 18 ans 19 ans 20 ans        | Slalom géant : Médaille de bronze / Slalom : NC · Slalom géant : 4e place / Slalom : NC · Slalom géant : 25e place / Slalom : NC · Slalom géant : NC / Slalom : NC · Descente : NC · Descente : 16e place · Descente : 25e place |
| Ski de fond         | Jean-Paul Pierrat Paul Fargeix Gérard Durand-Poudret Dominique Locatelli Michel Thierry Philippe Poirot           | H H H | 19 ans 25 ans 20 ans 19 ans 25 ans 38 ans | 15 km : 14e place / 30 km : 19e place / 50 km : 12e place / Relais 4 × 10 km : 10e place 15 km : 28e place / 30 km : 35e place / 50 km : 35e place / Relais 4 × 10 km : 10e place 15 km : 42e place / Relais 4 × 10 km : 10e place 15 km : 45e place 50 km : 31e place / 30 km : 44e place / Relais 4 × 10 km : 10e place 30 km : 38e place / 50 km : 35e place |
| Saut à ski          | Gérard Colin Bernard Moullier                                                                                     | H H   | 21 ans 22 ans                             | Tremplin normal : 35e place / Grand tremplin 42e place Tremplin normal : 24e place / Grand tremplin 37e place |
| Biathlon            | Yvon Mougel Denis Sandona André Geourjon Christian Poirot (de) Yves Blondeau                                      | H H H | 24 ans 24 ans 29 ans 23 ans 28 ans        | 10 km sprint : 24e place / 20 km : 6e place / Relais 4 × 7,5 km : 5e place 20 km : 20e place / Relais 4 × 7,5 km : 5e place 20 km : 9e place / Relais 4 × 7,5 km : 5e place 10 km sprint : 13e place / Relais 4 × 7,5 km : 5e place 10 km sprint : 39e place |
| Patinage artistique | Jean-Christophe Simond                                                                                            | H     | 24 ans                                    | Concours messieurs : 7e place |
| Patinage de vitesse | Emmanuel Michon                                                                                                   | H     | 24 ans                                    | 500 mètres hommes : 21e place / 1000 mètres hommes : 18e place |